# Halowe Mistrzostwa Świata w Lekkoatletyce 1997 – pchnięcie kulą kobiet
Pchnięcie kulą kobiet – jedna z konkurencji rozgrywanych podczas halowych mistrzostw świata w lekkoatletyce w 1997. Eliminacje jak również finały odbyły się 8 marca.
Udział w tej konkurencji brało 17 zawodniczek z 12 państw. Zawody wygrała reprezentantka Ukrainy Wita Pawłysz. Drugą pozycję zajęła zawodniczka z Niemiec Astrid Kumbernuss, trzecią zaś reprezentująca Rosję Irina Korżanienko.

## Wyniki

### Eliminacje
Źródło: 
Grupa A
| Miejsce | Zawodniczka          | Państwo           | Próba | Próba | Próba | Wynik końcowy | Uwagi |
| Miejsce | Zawodniczka          | Państwo           | #1    | #2    | #3    | Wynik końcowy | Uwagi |
| ------- | -------------------- | ----------------- | ----- | ----- | ----- | ------------- | ----- |
| 1.      | Stephanie Storp      | Niemcy            | X     | 18,49 |       | 18,49         |       |
| 2.      | Elisângela Adriano   | Brazylia          | 17,20 | X     | 18,31 | 18,31         |       |
| 3.      | Connie Price-Smith   | Stany Zjednoczone | 17,71 | X     | 17,85 | 17,85         |       |
| 4.      | Corrie de Bruin      | Holandia          | 17,59 | X     | 17,70 | 17,70         |       |
| 5.      | Zhang Liuhong        | Chiny             | 17,36 | 17,21 | 17,27 | 17,36         |       |
| 6.      | Katarzyna Żakowicz   | Polska            | 16,68 | X     | 15,92 | 16,68         |       |
| 7.      | Kaliopi Uzuni        | Grecja            | 16,45 | X     | 16,59 | 16,59         |       |
| 8.      | Swietłana Kriwielowa | Rosja             | DNS   | DNS   | DNS   | DNS           |       |

Grupa B
| Miejsce | Zawodniczka       | Państwo           | Próba | Próba | Próba | Wynik końcowy | Uwagi |
| Miejsce | Zawodniczka       | Państwo           | #1    | #2    | #3    | Wynik końcowy | Uwagi |
| ------- | ----------------- | ----------------- | ----- | ----- | ----- | ------------- | ----- |
| 1.      | Wita Pawłysz      | Ukraina           | 20,22 |       |       | 20,22         |       |
| 2.      | Astrid Kumbernuss | Niemcy            | 18,80 |       |       | 18,80         |       |
| 3.      | Irina Korżanienko | Rosja             | 18,71 |       |       | 18,71         |       |
| 4.      | Krystyna Zabawska | Polska            | 17,63 | 18,54 |       | 18,54         |       |
| 5.      | Judith Oakes      | Wielka Brytania   | X     | 17,86 | 18,31 | 18,31         | SB    |
| 6.      | Huang Zhihong     | Chiny             | 18,23 |       |       | 18,23         |       |
| 7.      | Mara Rosolen      | Włochy            | 17,60 | X     | 17,17 | 17,60         |       |
| 8.      | Margarita Ramos   | Hiszpania         | 16,88 | X     | X     | 16,88         |       |
| 9.      | Valeyta Althouse  | Stany Zjednoczone | X     | 16,63 | X     | 16,63         |       |

### Finał
Źródło: 
| Miejsce | Zawodniczka        | Państwo           | Próba | Próba | Próba | Próba | Próba | Próba | Wynik końcowy | Uwagi |
| Miejsce | Zawodniczka        | Państwo           | #1    | #2    | #3    | #4    | #5    | #6    | Wynik końcowy | Uwagi |
| ------- | ------------------ | ----------------- | ----- | ----- | ----- | ----- | ----- | ----- | ------------- | ----- |
| 1.      | Wita Pawłysz       | Ukraina           | 19,08 | 20,00 | 19,99 | X     | 19,72 | 20,00 | 20,00         |       |
| 2.      | Astrid Kumbernuss  | Niemcy            | 19,51 | 19,62 | 19,44 | 19,72 | 19,92 | 19,71 | 19,92         |       |
| 3.      | Irina Korżanienko  | Rosja             | 19,40 | X     | 19,49 | X     | 19,45 | X     | 19,49         | PB    |
| 4.      | Stephanie Storp    | Niemcy            | 18,62 | X     | X     | 18,80 | X     | X     | 18,80         | SB    |
| 5.      | Huang Zhihong      | Chiny             | 18,46 | 18,33 | 18,56 | 18,19 | 18,67 | 18,40 | 18,67         |       |
| 6.      | Connie Price-Smith | Stany Zjednoczone | 17,87 | X     | 18,38 | X     | 18,15 | X     | 18,38         |       |
| 7.      | Mara Rosolen       | Włochy            | 18,37 | X     | 17,98 | X     | 17,79 | X     | 18,37         |       |
| 8.      | Zhang Liuhong      | Chiny             | 18,29 | X     | X     | X     | X     | X     | 18,29         |       |
| 9.      | Krystyna Zabawska  | Polska            | X     | 18,18 | 17,71 | NQ    | NQ    | NQ    | 18,18         |       |
| 10.     | Judith Oakes       | Wielka Brytania   | 17,51 | X     | X     | NQ    | NQ    | NQ    | 17,51         |       |
| 11.     | Elisângela Adriano | Brazylia          | 17,45 | X     | X     | NQ    | NQ    | NQ    | 17,45         |       |
| 12.     | Corrie de Bruin    | Holandia          | 17,28 | 17,36 | X     | NQ    | NQ    | NQ    | 17,36         |       |